# Adesmia graminidea
Adesmia graminidea es una especie de planta floral del género Adesmia, categorizada en la tribu Dalbergieae, de la familia Fabaceae.

## Distribución
Especie nativa de Argentina. Crece en el bioma templado.

## Taxonomía
Fue descrita por Speg. y publicada en Anales Mus. Nac. Buenos Aires 7: 272 (1902).